# Dolar
Dolarul este denumirea unității monetare a mai multor state.

## Etimologie
Cuvântul dolar provine din cuvântul din germană „Joachimsthaler”, denumirea locală a monedelor, bătute din argintul extras în zona Joachimsthal (adică „Valea lui Ioachim”), Boemia (astăzi orașul Jáchymov, Republica Cehă), în secolul al XVI-lea. Varianta prescurtată, „Thaler” (se pronunță taler) a fost preluată și utilizată în denumirea mai multor monede europene, inclusiv denumirea oficială a monedei Prusiei.

## Monedă oficială
Statele și teritoriile care au ca monedă dolarul sunt:
- dolar american (cod ISO 4217: USD): Statele Unite ale Americii, Ecuador, Guam, Insulele Marshall, Insulele Minore Îndepărtate ale Statelor Unite, Insulele Turks și Caicos, Insulele Virgine Americane, Insulele Virgine Britanice, Marianele de Nord, Micronezia, Palau, Puerto Rico, Samoa Americană, Teritoriul Britanic din Oceanul Indian, Timorul de Est
- dolar canadian (cod ISO 4217: CAD): Canada
- dolar australian (cod ISO 4217: AUD): Australia, Insula Christmas, Insula Norfolk, Insulele Cocos, Kiribati, Nauru și Tuvalu
- dolar din Hong-Kong (cod ISO 4217: HKD): Hong-Kong
- dolar est-caraib (cod ISO 4217: XCD): Anguilla, Antigua și Barbuda, Dominica, Grenada, Montserrat, Saint Kitts și Nevis, Saint Lucia, Saint Vincent și Grenadine
- dolar din Bahamas (cod ISO 4217: BSD): Bahamas
- dolar din Barbados (cod ISO 4217: BBD): Barbados
- dolar din Belize (cod ISO 4217: BZD): Belize
- dolar din Bermuda (cod ISO 4217: BMD): Bermuda
- dolar fijian (cod ISO 4217: FJD): Fiji
- dolar guyanez (cod ISO 4217: GYD): Guyana
- dolar din Insulele Cayman (cod ISO 4217: KYD): Insulele Cayman
- dolar neozeelandez (cod ISO 4217: NZD): Noua Zeelandă, Insulele Cook, Insulele Pitcairn, Niue, Tokelau
- dolar solomonian (cod ISO 4217: SBD): Insulele Solomon
- dolar jamaican (cod ISO 4217: JMD): Jamaica
- dolar liberian (cod ISO 4217: LRD): Liberia
- dolar namibian (cod ISO 4217: NAD): Namibia
- dolar singaporez (cod ISO 4217: SGD): Singapore
- dolar surinamez (cod ISO 4217: SRD): Suriname
- dolar nou din Taiwan (cod ISO 4217: TWD): Taiwan
- dolar trinidadian (cod ISO 4217: TTD): Trinidad și Tobago
- dolar zimbabwean (cod ISO 4217: ZWL): Zimbabwe